# Szecesszió

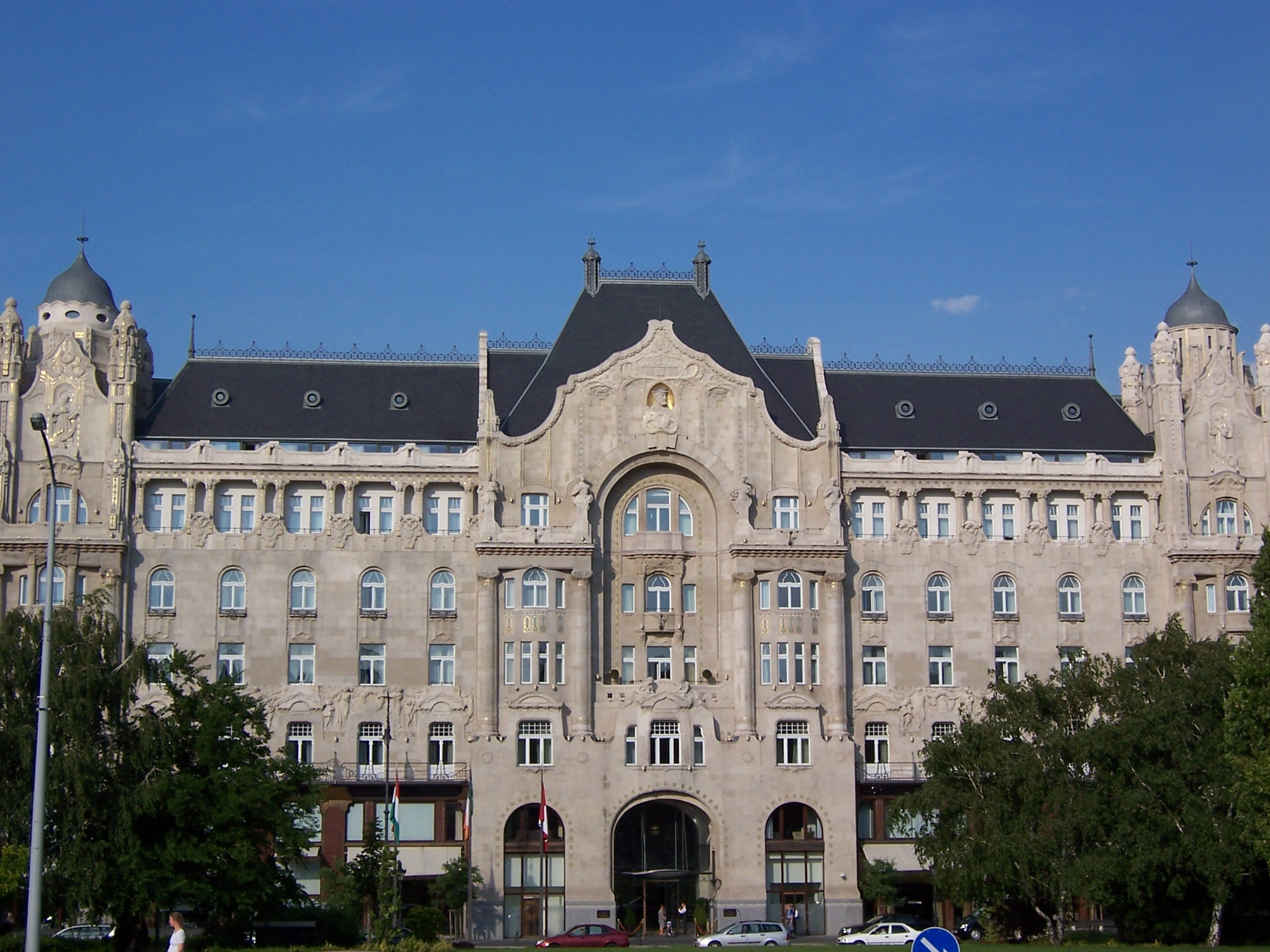
Gresham Palota, Budapest (Quittner Zsigmond és a Vágó fivérek alkotása)

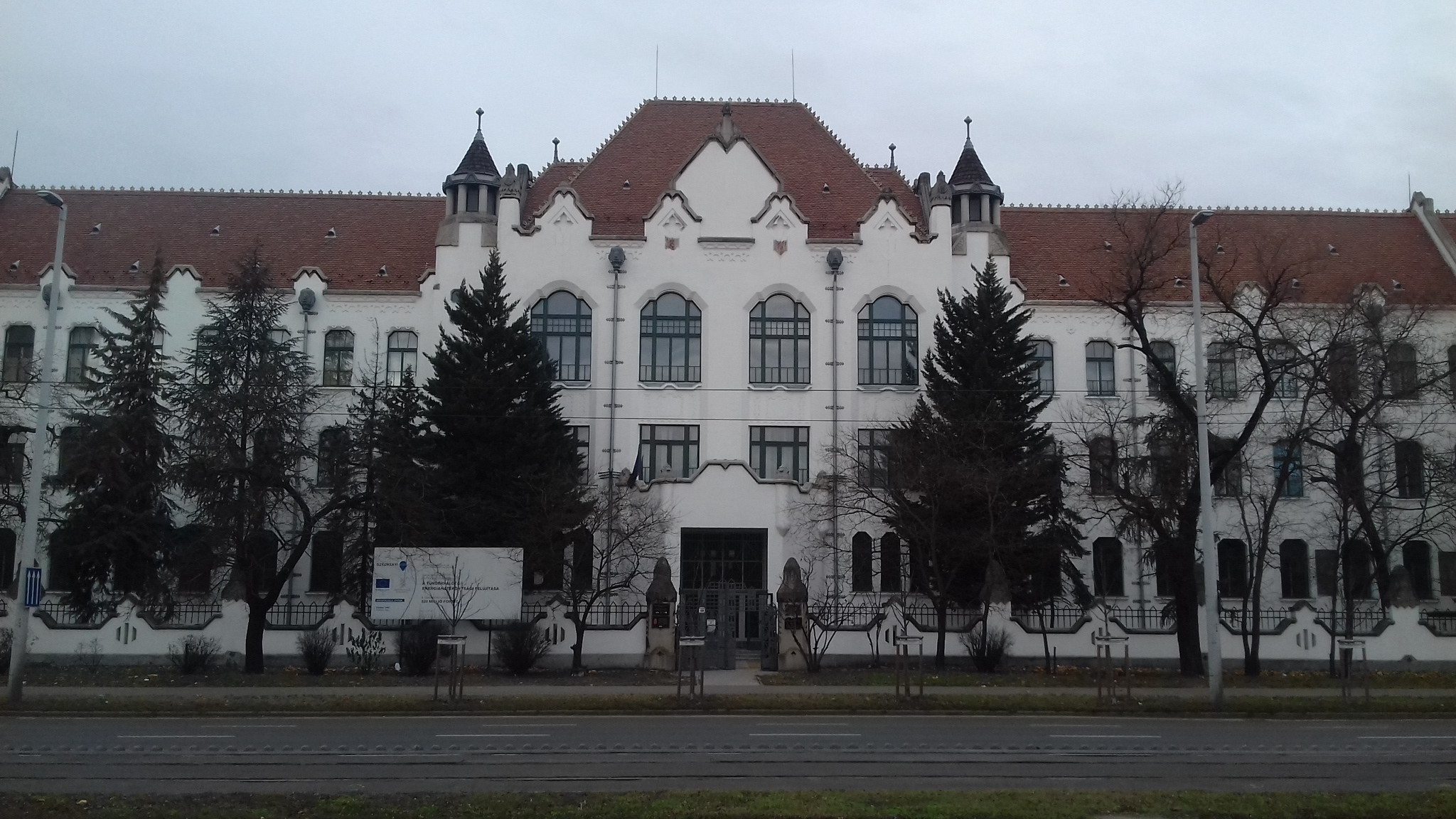
Tündérpalota, Budapest (Kőrössy Albert Kálmán)

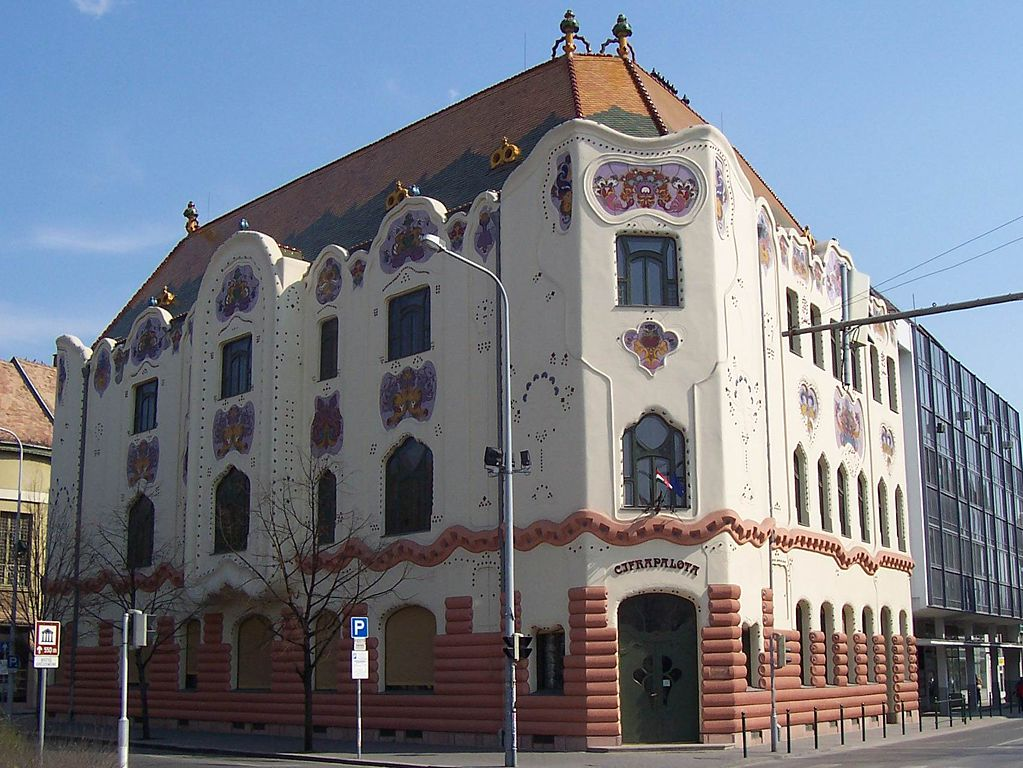
Cifrapalota, Kecskemét (Márkus Géza)

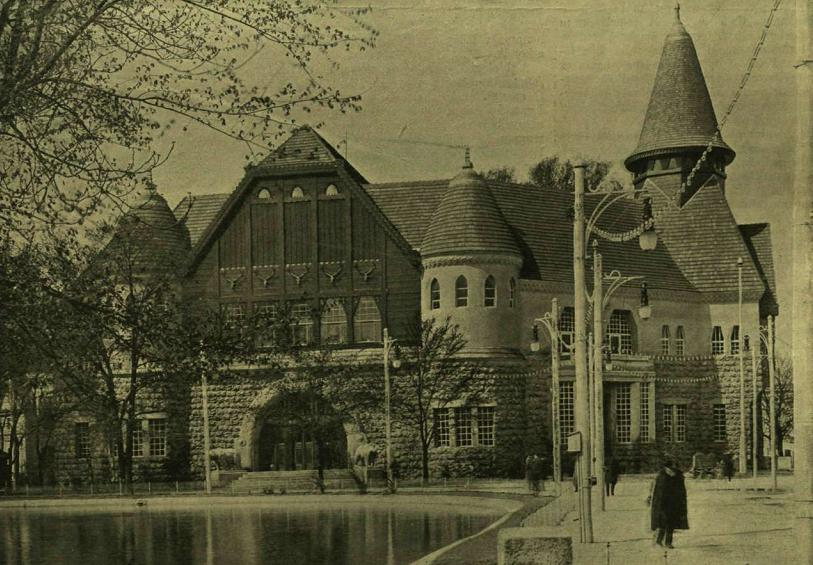
Az 1910-es bécsi vadászati kiállítás magyar pavilonja

A szecesszió kivonulást, elkülönülést jelent, utalva arra, hogy 1897-ben Bécsben negyvenkilenc művész kivonult a városi művészeti központból, hogy új művészetet teremtsen. A századforduló jellegzetes képző- és iparművészeti, valamint irodalmi irányzata stílusként nehezen értelmezhető, historizmus- és eklektikaellenes mozgalom, ami minden országban másként nyilvánult meg. Sokáig a 19. század összekuszálódott végének vagy a 20. század tisztázatlan kezdetének tekintették. Önálló értékeire az 1970-es évektől figyeltek föl. Felmerült többek között az az értelmezési lehetőség, hogy a szecesszió az avantgárd legkorábbi fázisa. Az irányzatról kialakult negatív vélemények máig nehezítik az értékelést, a helyzetet pedig tovább bonyolítja, hogy 20. században és napjainkban is a szecesszió fokozatosan, majd egyre tömegesebben a kereskedelmi képzőművészet és a giccs forrásává vált.

## A szecesszió kialakulása
A szecesszió fogalma először még nem a művészetben, hanem a 19. századi amerikai történelemben lett ismert, ezzel a jelzővel illették ugyanis az Amerikai Konföderációs Államok kiválását, valamint az ezzel kapcsolatos eszméket és az azokat hirdető személyeket.
Az amerikai polgárháború után megszűnő Konföderációval a kifejezés is kissé feledésbe merült, míg harminc évvel később az európai művészvilág révén újra ismertté nem vált, szinte el is feledtetve korábbi szerepét.
A szecesszió sokkal inkább egy művészeti irányzat, egy világkép, mint egységes stílus. A szó maga latin eredetű (sēcēdō, sēcēdere: kivonulni). Kivonulást, elszakadást jelent mindattól, amit a korabeli akadémikus művészet képviselt, és a hazugnak tartott historizmustól (neoreneszánsz, neobarokk, neogótikus stb. stílusok).
Első felbukkanása a művészetben John Ruskin (1819–1900) angol író nevével függ össze, aki számtalan könyvet, írást hagyott hátra az irodalomról, a festészetről, az építészetről, a szobrászatról és esztétikáról. Könyveiben felvetett ötletei először az Arts and Crafts (magyar nyelven: Művészetek és kézművesség) mozgalmában realizálódtak és váltak populárissá a művészek körében. Írásai alapján alakultak ki a szecessziós stílus fő motívumai, illetve a természethez fordulás újra felfedezése is.
Főbb jellemzői: nagymértékű stilizálás, a növényi vagy geometrikus mintákra építő hullámzó ornamentika, hangsúlyos, élénk színek alkalmazása, „organikus” jellegű formálás. A szecessziós épületeken kevés a derékszög, a tervezők sokkal inkább kedvelték a lágy, gömbölyded formákat.

## Egyéb elnevezései
A szecessziós stílust Európa különböző területein más és más névvel illették. Míg az Osztrák–Magyar Monarchiában a Sezession szót alkalmazták (egy bécsi kiállítási épület neve volt ez, ahol az akadémizmussal szembehelyezkedő
művészek állították ki műveiket), addig Franciaországban az art nouveau („új művészet”), Nagy-Britanniában pedig a modern style („modern stílus”) volt az elfogadott elnevezés (ma az angoloknál is az art nouveau kifejezés használatos). Németországban a Jugendstil (a müncheni „Jugend”, azaz „Fiatalság” című folyóirat után) és a Wellenstil („hullámstílus”), Spanyolországban a Modernismo, Olaszországban a stile floreale („virágos stílus”) és a stile Liberty, az Amerikai Egyesült Államokban pedig a Tiffany style elnevezés terjedt el.

## Építészet

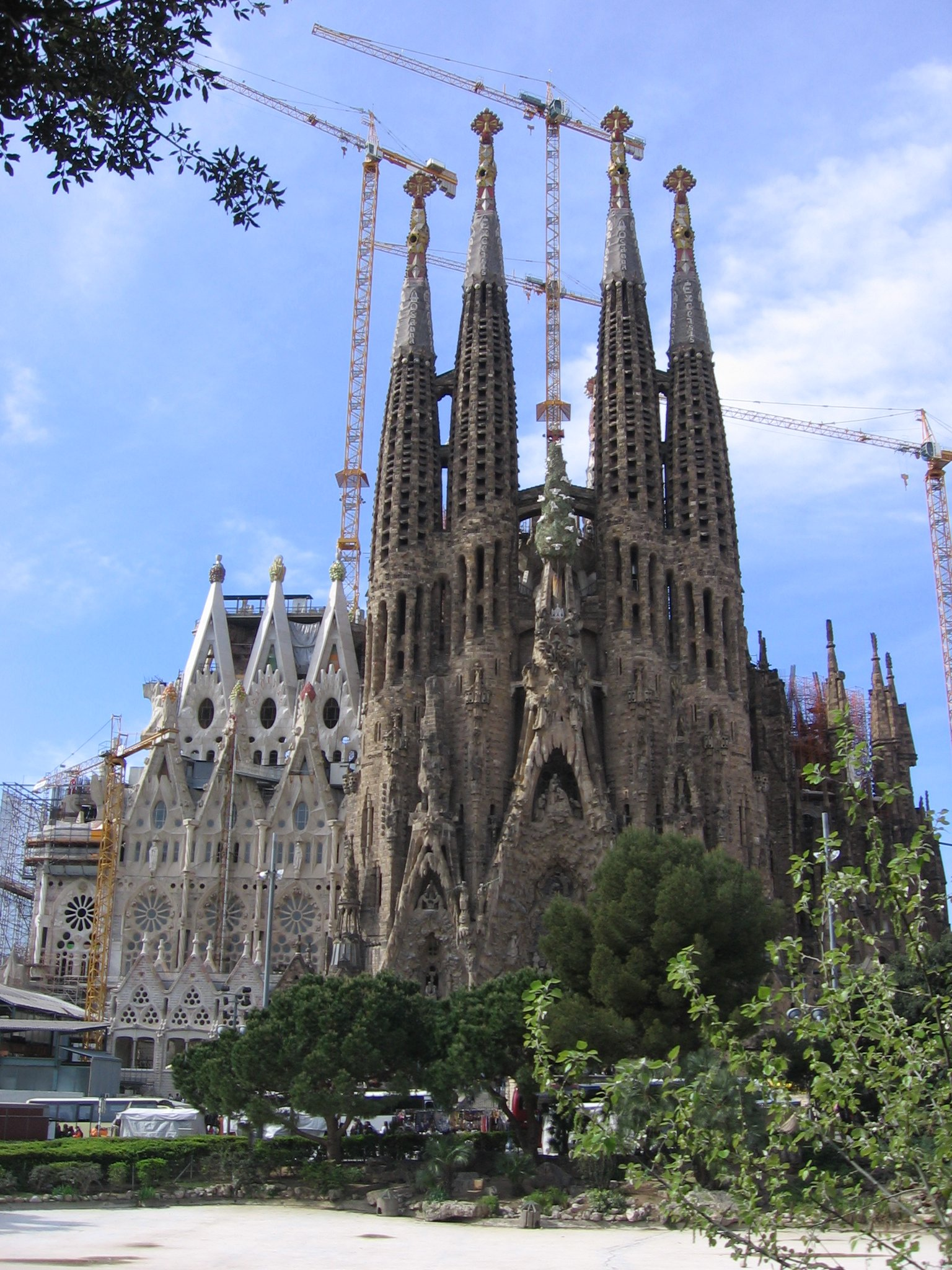
Sagrada Família (tervező: Antoni Gaudí)

Az építészetben és az iparművészetben egyaránt a tartalom és a forma közeledését hozta a szecesszió. Mind a használati tárgyak, mind az épületek tervezése során a funkcióból indultak ki, és ennek megfelelően alakították a formát.

### Ausztria szecessziós építészete
Ausztriában (akkor Osztrák–Magyar Monarchia) a Bécsi Iskola mesterei jutottak vezető szerephez:
- Otto Wagner (1841–1918): a bécsi szecesszió vezető építészmestere, kiemelkedő épületei Bécsben a Majolikahaus, az Ankerhaus és a Wiener Stadtbahn 30 megállóhelye, köztük a Karlsplatz Pavilonjai.
- Joseph Hoffmann (1870–1956): a Stocklet Palota és a Kapfenbergi Színház elkészítője.
- Adolf Loos: a bécsi Steinerhaus építője.
- Joseph Maria Olbrich: a "Sezession" épülete Bécsben.

### A katalán modernisme
Európában elsősorban Antoni Gaudí (1852–1926) katalán építész nevét szokták említeni, mint a szecesszió egyik legérdekesebb, legeredetibb egyéniségét. Gaudí zseniális épületei ma is csodálatra késztetik az embereket: évente százezrek zarándokolnak el, hogy műveit megtekintsék. Legfontosabb épületei: a Sagrada Família, a Güell park, a Casa Milà és a Casa Batlló (Barcelona).
A katalán modernizmus további meghatározó egyéniségei Josep Puig i Cadafalch és Lluís Domènech i Montaner voltak.

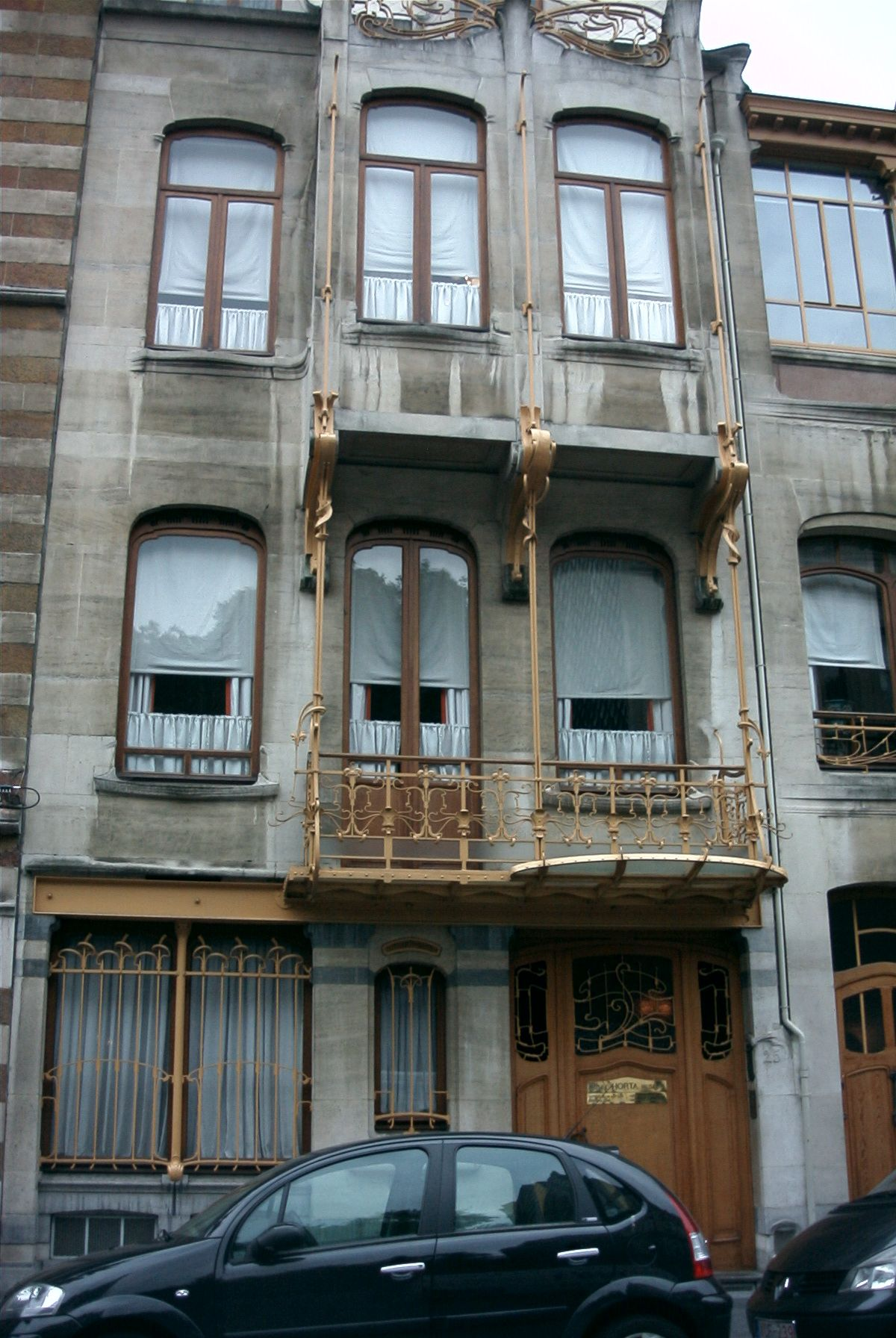
A Horta Múzeum utcafrontja

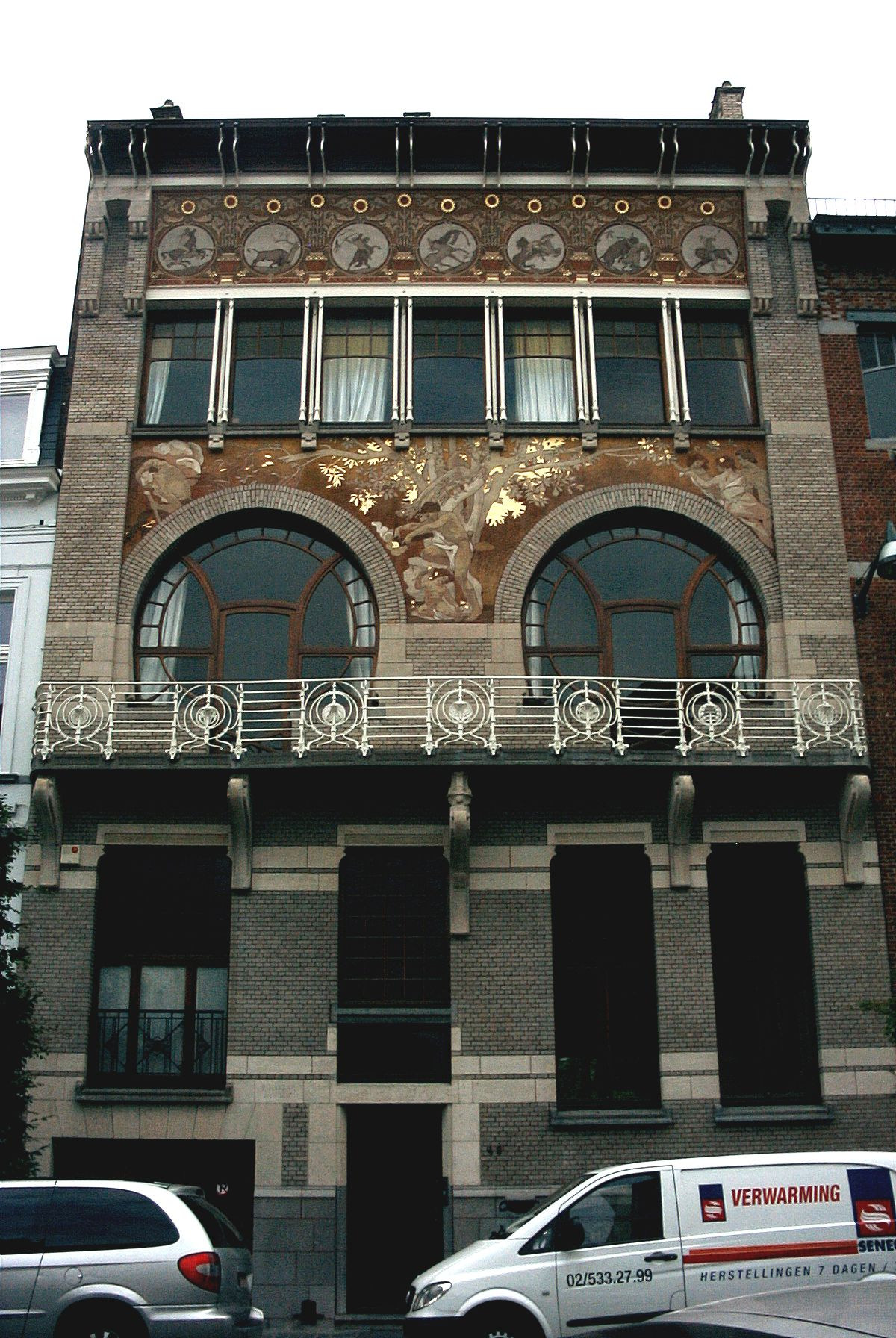
Az egyik Hankar ház

### Angol szecessziós építészet
Angol építészek:
- Charles Rennie Mackintosh (1868–1928): a Glasgow-i Művészeti Iskola megépítője
- Henry Hobson Richardson
- Arthur Makmurdo (1851–1942)
- Richard Norman Show

### Belgium szecessziós építészete
Belga építészek:
- Victor Horta (1861–1947): legnevesebb alkotásai Brüsszelben a Maison Solvay, a Palais d'Aubecq és a Tassel–ház, a Horta Múzeum stb.
- Henry van de Velde (1863–1957): univerzális alkotó, iparművész, építész és festőművész, leghíresebb épületei: Bloemenwerf (Uccle – Hollandia) és Haus Leuring (Sveningen – Hollandia)
- Paul Hankar (1861–1901) szecessziós épületein sok iparművészeti technikát alkalmazott (Hankar házak)

### Francia szecessziós építészet
Francia építészek:
- Hector Guimard (1867–1942) – a párizsi Metró alkotója
- Émile André (1871–1933) – a Nancy Iskola képviselője

### Német szecessziós építészet
Német építészek:
- Joseph Maria Olbrich (1867–1908): a bécsi szecessziós csoport egyik alapító tagja, a Darmstadti Művészkolónia létrehozója
- August Endell (1871–1925): a Müncheni Iskola képviselője, jelentős alkotása az Elvira Haus (München)

### Magyar szecessziós építészet

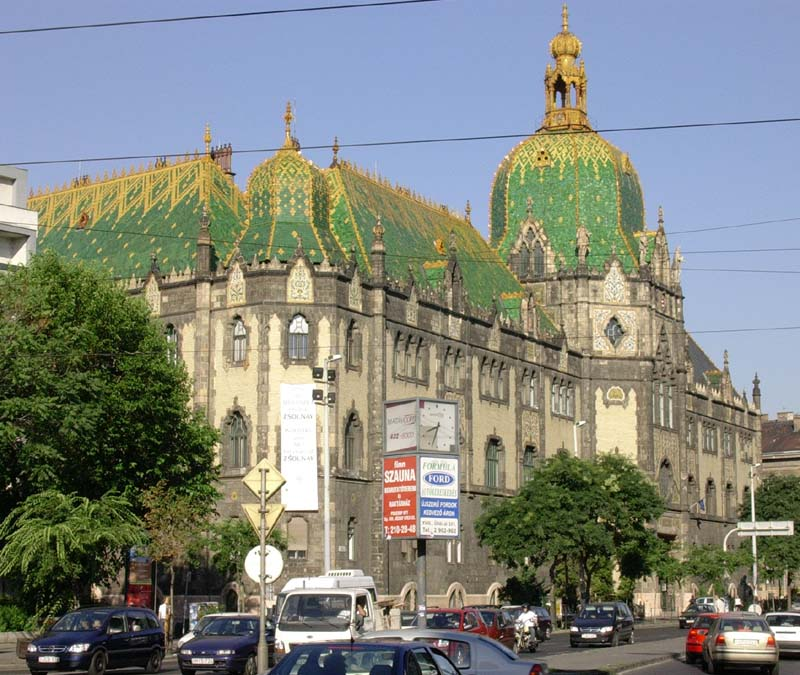
Az Iparművészeti Múzeum épülete Budapesten (Lechner Ödön)

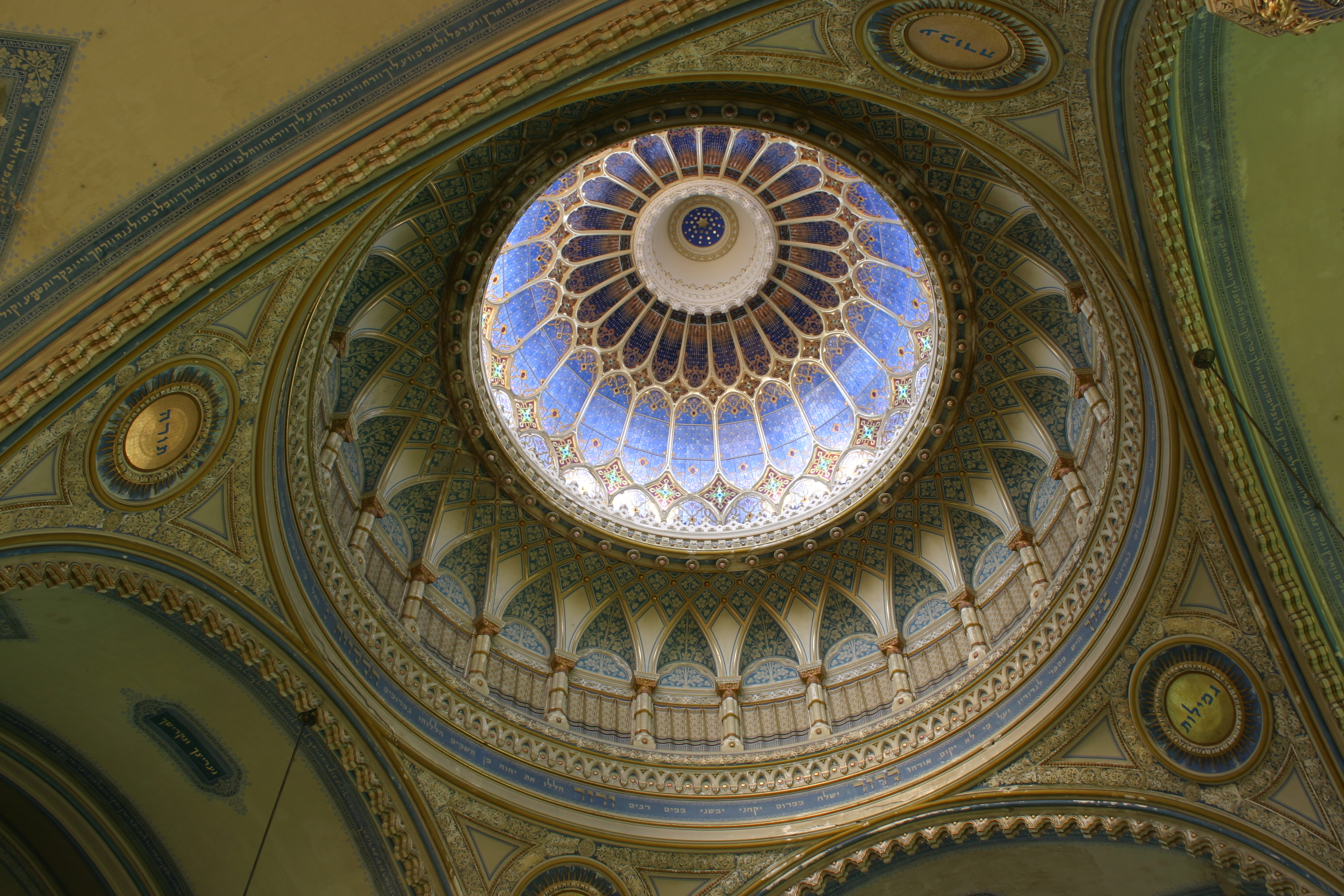
A szegedi zsinagóga kupolája

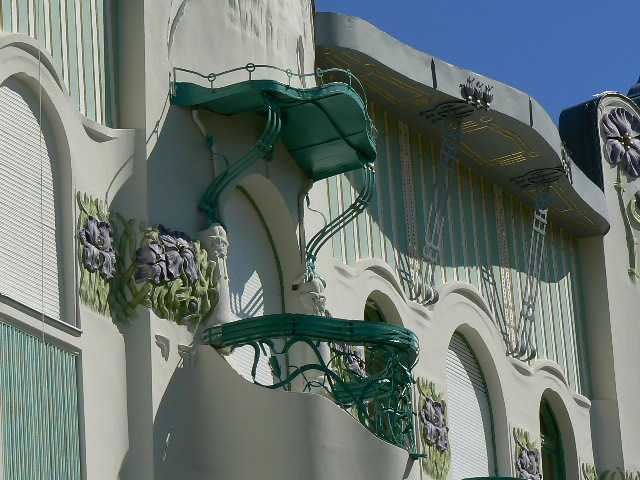
A Reök-palota homlokzati része, Szeged (Magyar Ede)

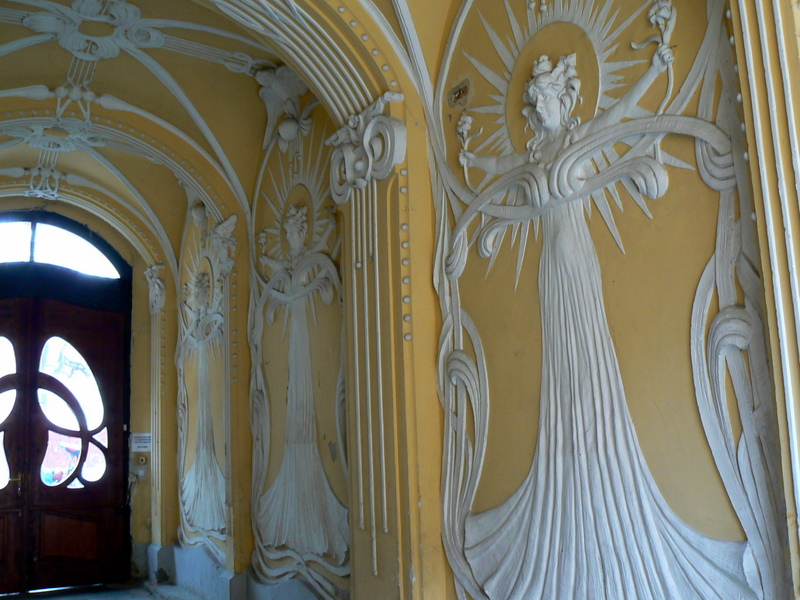
Magyar Ede: Szeged, Tábor utca 5. Kapualj

Magyarországon a szecessziót elsősorban Lechner Ödön (1845–1914) nevével kapcsolják össze. Ő a legismertebb, legnagyobb hatású szecessziós építészünk, egyúttal a stílus magyar irányzatának kezdeményezője. Néhány jelentősebb épülete:
- Iparművészeti Múzeum, Budapest IX., Üllői út
- Földtani Intézet, Budapest XIV., Stefánia út
- Postatakarékpénztár, Budapest V., Hold utca (ma a Magyar Államkincstár épülete)[1]
- Városháza, Kecskemét
- Törley-mauzóleum (Budapest)
- Kék templom, Pozsony
- Magyar Szecesszió Háza (állandó kiállítás és kávéház korabeli bútorokkal, Budapest V. Honvéd u. 3).

Lechner Ödön hatása óriási volt, gyakorlatilag egyidejűleg számolta fel az eklektikus törekvéseket és tette népszerűvé a szecessziót, mint nemzeti stílust. Követői egész Magyarországon akadtak. A Lechner-iskola a Felvidéktől a Bácskáig és Erdélyig számos nagyszerű középületet hagyott maga után. Ekkor épült például szecessziós stílusban a kiskunfélegyházi, a szabadkai és a marosvásárhelyi városháza. Az úri középosztály körében divatossá vált a szecesszió, ennek hatására a mezővárosokban élő tehetősebb polgárság igyekezte utánozni őket. Temesváron, Marosvásárhelyen, Kiskunfélegyházán, Kecskeméten, Tiszakécskén, Kiskunhalason számos szecessziós lakóházat találunk.
További neves magyar, szecessziós stílusban alkotó építészek:
- Baumhorn Lipót

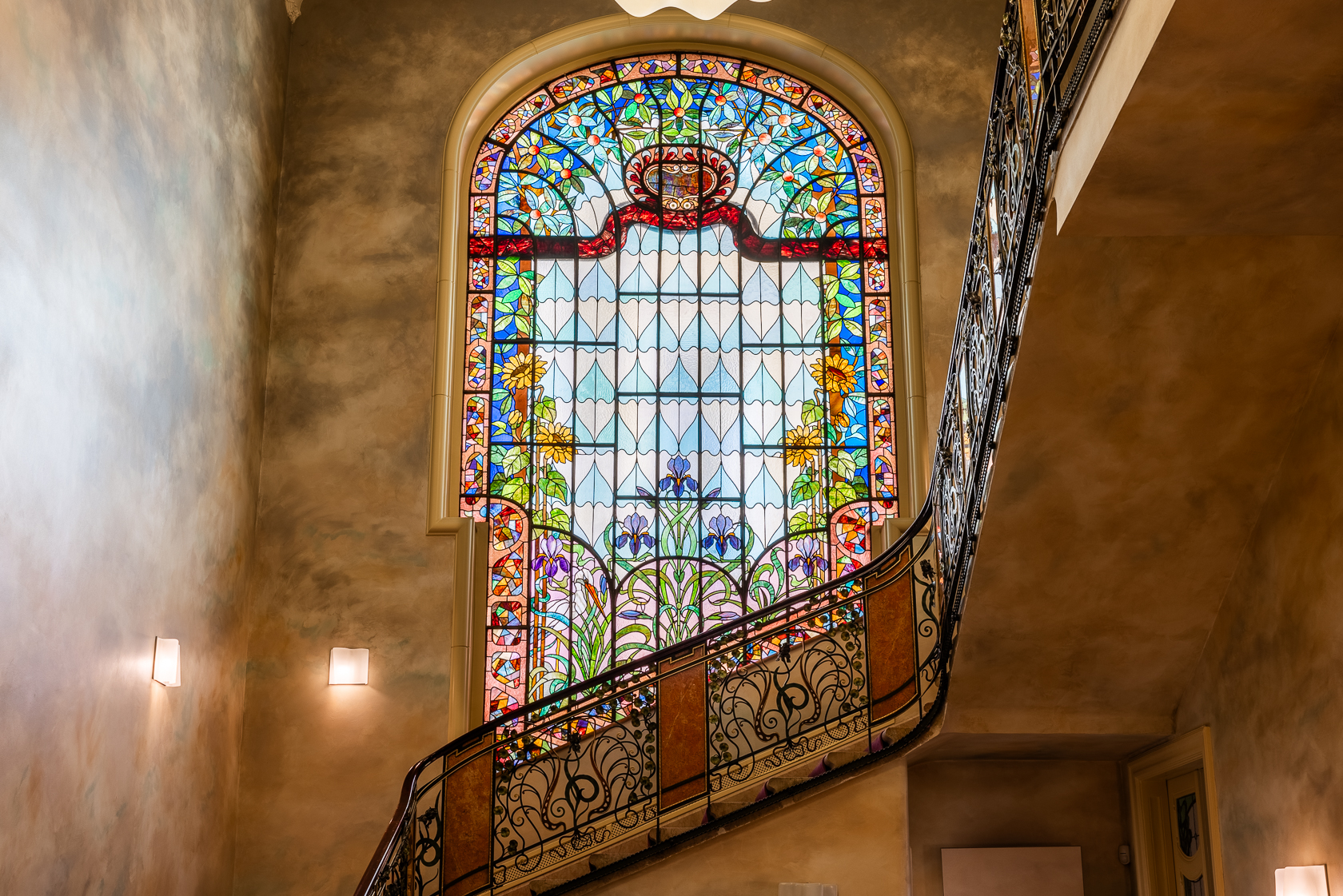
ResoArt Villa Róth Miksa ablaka, Fotós: Mohai Balázs

  - Mintegy 22 zsinagógát tervezett mór-arab-mediterrán elemekkel vegyített szecessziós stílusban, közülük egyik legszebb a szegedi zsinagóga.
- Jakab Dezső és Komor Marcell
  - Közigazgatási Palota és Kultúrpalota, Marosvásárhely
  - Szabadkai városháza
  - Dévai színház
  - Iparosotthon, Kecskemét
- Kós Károly
  - Kós-ház, Miskolc
- Kőrössy Albert Kálmán
  - A budapesti Kölcsey Ferenc Gimnázium épülete
  - Tündérpalota, Budapest, Könyves Kálmán körút 40.
  - Kőrössy-villa, Budapest, Városligeti fasor 47. (ma ResoArt Villa[2])
- Lajta Béla
  - Vakok Intézete, Budapest, Mexikói út 60.
- Magyar Ede
  - Reök-palota (Szeged)
- Márkus Géza
  - Cifrapalota, Kecskemét
- Medgyaszay István
  - Veszprémi Petőfi Színház
- Mende Valér
  - Luther-palota, Kecskemét
  - Református Újkollégium, Kecskemét
- Morbitzer Nándor és Vas József
  - Kiskunfélegyházi városháza
- Quittner Zsigmond
  - Gresham-palota, Budapest
- Raichle J. Ferenc
  - Gróf-palota, Szeged (műemlék)
- Székely László
  - Hungária fürdő, mai nevén Neptun fürdő - más néven „Székely Ház”, Temesvár
- Zrumeczky Dezső
  - A Fővárosi Állat- és Növénykert számos épülete Kós Károllyal együtt

## Festészet, grafika

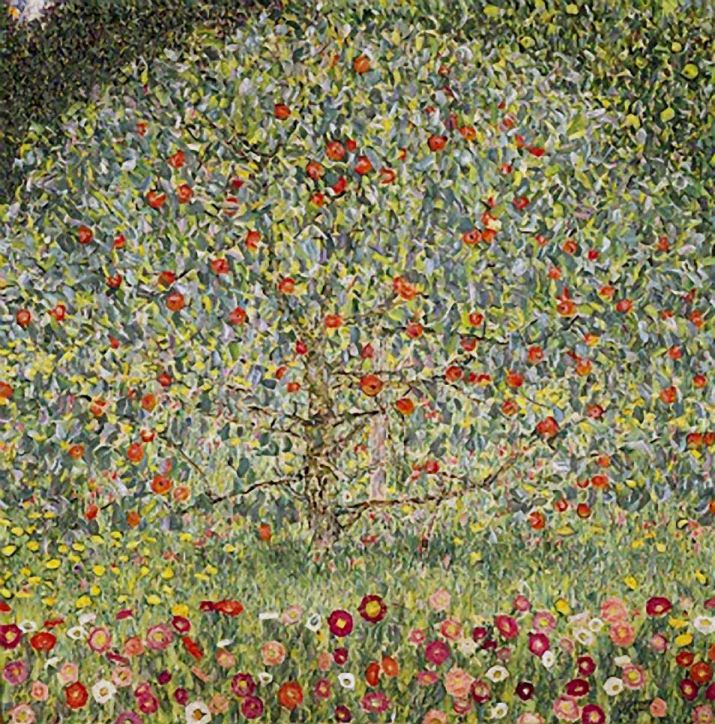
Gustav Klimt: Almáskert (1912)

### Neves festők, grafikusok, illusztrátorok (válogatás)

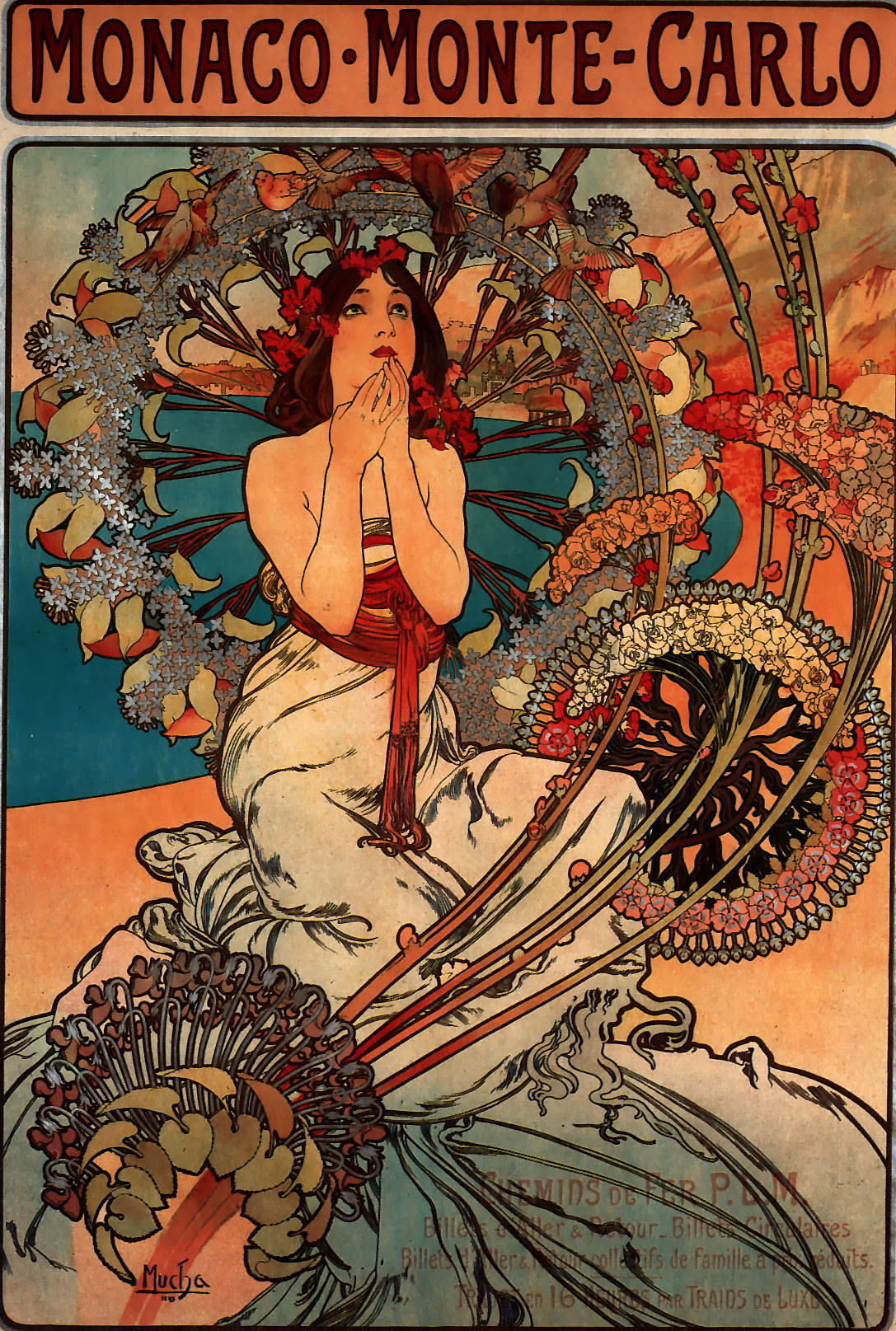
Alfons Mucha litográfiája

- Alfons Mucha (1860–1939), cseh festőművész
- Gustav Klimt (1862–1918), osztrák festő, a Vereinigung bildender Künstler Österreichs Sezession nevű egyesület alapítója
- Jan Toorop, holland festő
- Katalán festők: Ramón Casas i Carbó (1866–1932), Santiago Rusinol i Prats (1861–1931), Isidre Nonell
- Aubrey Beardsley (1872–1898), angol grafikus, illusztrátor, a szecessziós grafika legnagyobb hatású mestere
- Henri de Toulouse-Lautrec: francia posztimpresszionista festő, grafikai munkásságával a szecesszió előfutára
- További francia festők: (a francia art nouveau a posztimpresszionizmus körébe tartozók) Georges Seurat, Émile Bernard, Georges de Feure, Félix Vallotton, Victor Prouvé
- Stanisław Wyspiański (1869–1907) lengyel festő (egyben drámaíró és költő is)
- Jozef Mehoffer (1869–1946) lengyel festő

### Magyar festők, grafikusok (válogatás)
- Rippl-Rónai József (1861–1927) – második festői korszakában a legjelentősebb képviselője a stílusirányzatnak
- Vaszary János (1867–1937) szintén posztimpresszionista, de egy korszakában ő is híve az irányzatnak
- Kernstok Károly korai művei és ablaküveg-terveivel kapcsolódik
- Körösfői-Kriesch Aladár (1863–1920) – a gödöllői iskola képviselője
- Nagy Sándor (1869–1951) – a gödöllői iskola képviselője
- Faragó Géza festő, plakáttervező
- Róth Miksa üvegfestő
- Gulácsy Lajos (1882–1932) festményei is rokoníthatók a szecesszióval, bár nem tartozott egy iskolához vagy irányzathoz sem.
- Horti Pál (1865–1907) alkotásai az iparművészet minden ágát (bútor, kerámia- és zománcművészet) képviselik.

## Iparművészet

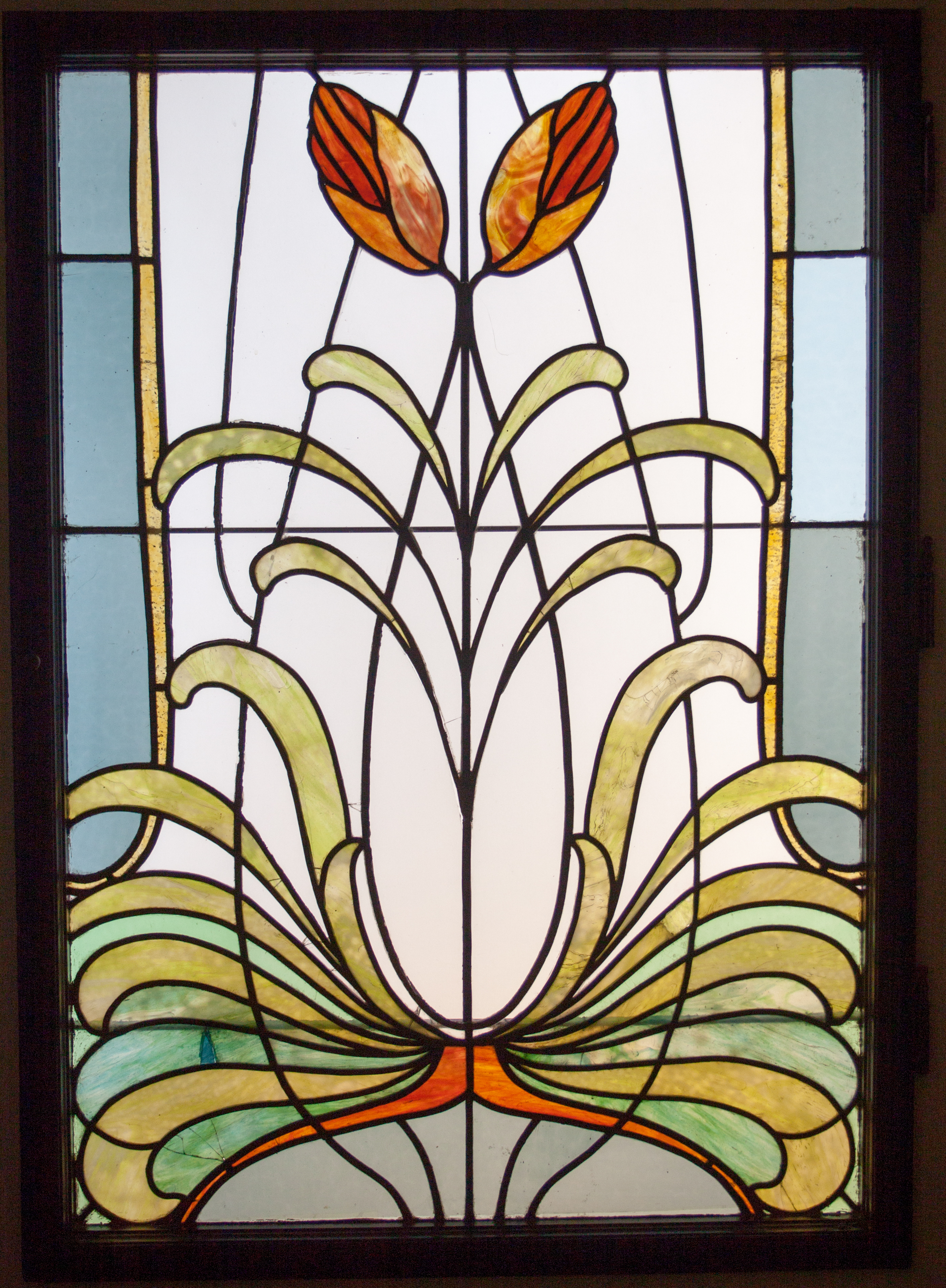
Róth Miksa: Stilizált virágmotívumos ablak az Alpár villában (1903)

A kerámiadíszítésre, az üvegfestésre, a csipkekészítésre, az ötvösművészetre, kisplasztikákra és az épületek belső dekorációjának kivitelezésére (bútorok) számtalan példa akad a korból.

### Neves iparművészek

#### Az Amerikai Egyesült Államokban
- Louis Comfort Tiffany (1848–1933)

#### Angliában
- William Morris (1834–1896)
- James Abbott McNeill Whistler (1834–1903) dekoratőr

#### Franciaországban
- Auguste Daum (1854–1909) üveg – és kerámiamunkák
- Émile Gallé (1846–1904) üveg és kerámiamunkák
- Albert Louis Dammouse – kerámiamunkák
- Louis Majorelle (1859–1928) – bútorok készítése
- L. Falise – ötvösművész
- Henri Vever – ékszerész
- René Lalique – üvegművész

#### Magyarországon
- Toroczkai Wigand Ede az építészet mellett az iparművészetnek is kiváló mestere volt, híres nemes anyagokkal díszített (ezüstberakás, rózsa- és cédrusmarketéria) ebédlőszekrénye 1903-ból.
- Kozma Lajos építész iparművészként is jeles alkotó, nevezetes a Rózsavölgyi Zeneműbolt berendezéséhez készített karosszéke, amelynek háttámlájára stilizált növényi díszítményeket faragott, amely egyben a magyar népi művészethez is kötődik.
- Zsolnay Vilmos kerámiáiról híres
- A Herendi Porcelánmanufaktúra a porcelán edényekről és kisplasztikákról nevezetes
- A Szontagh testvérekhez fűződik a csetneki csipke

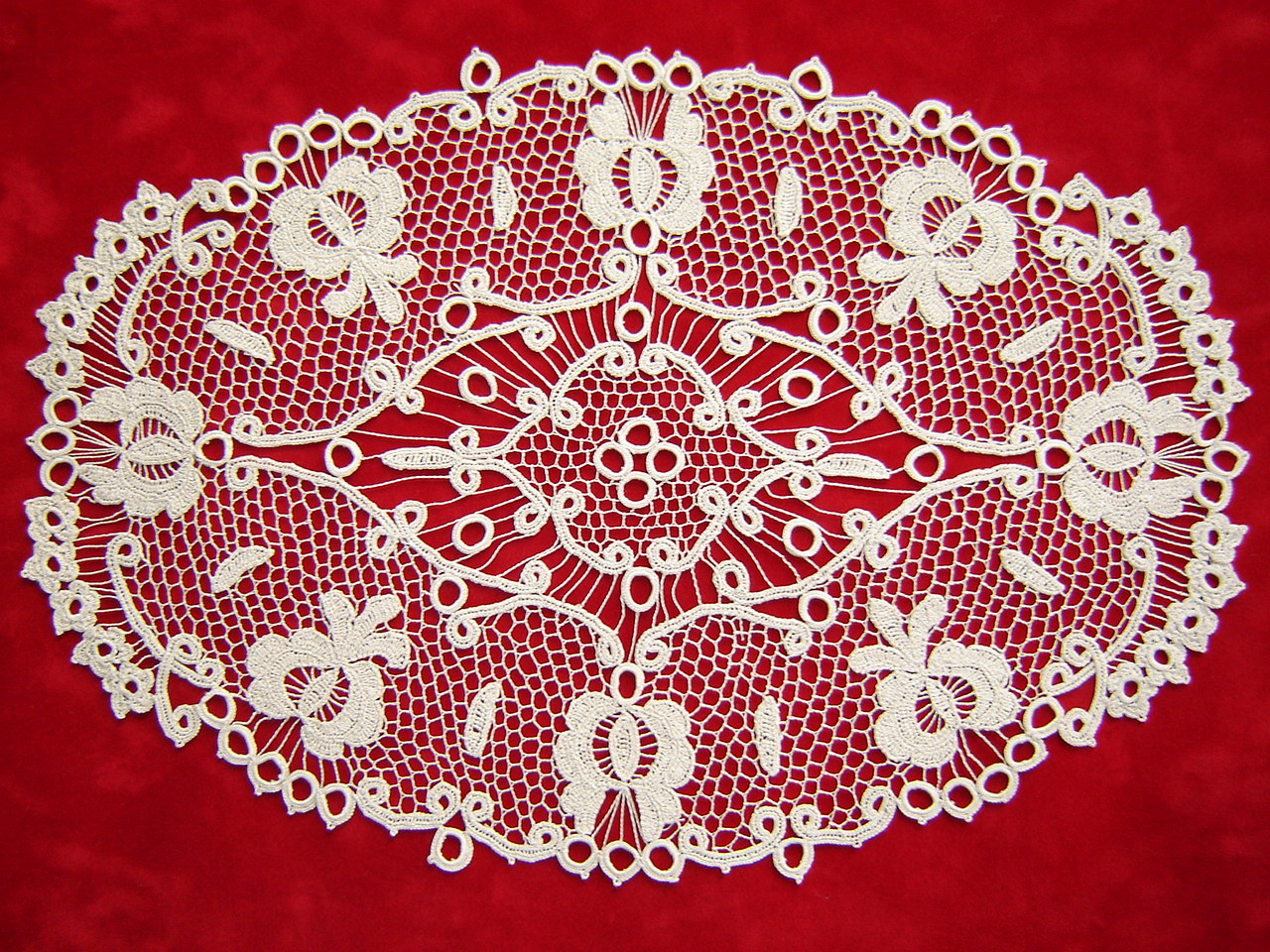
Csetneki csipke a szecesszió jegyében
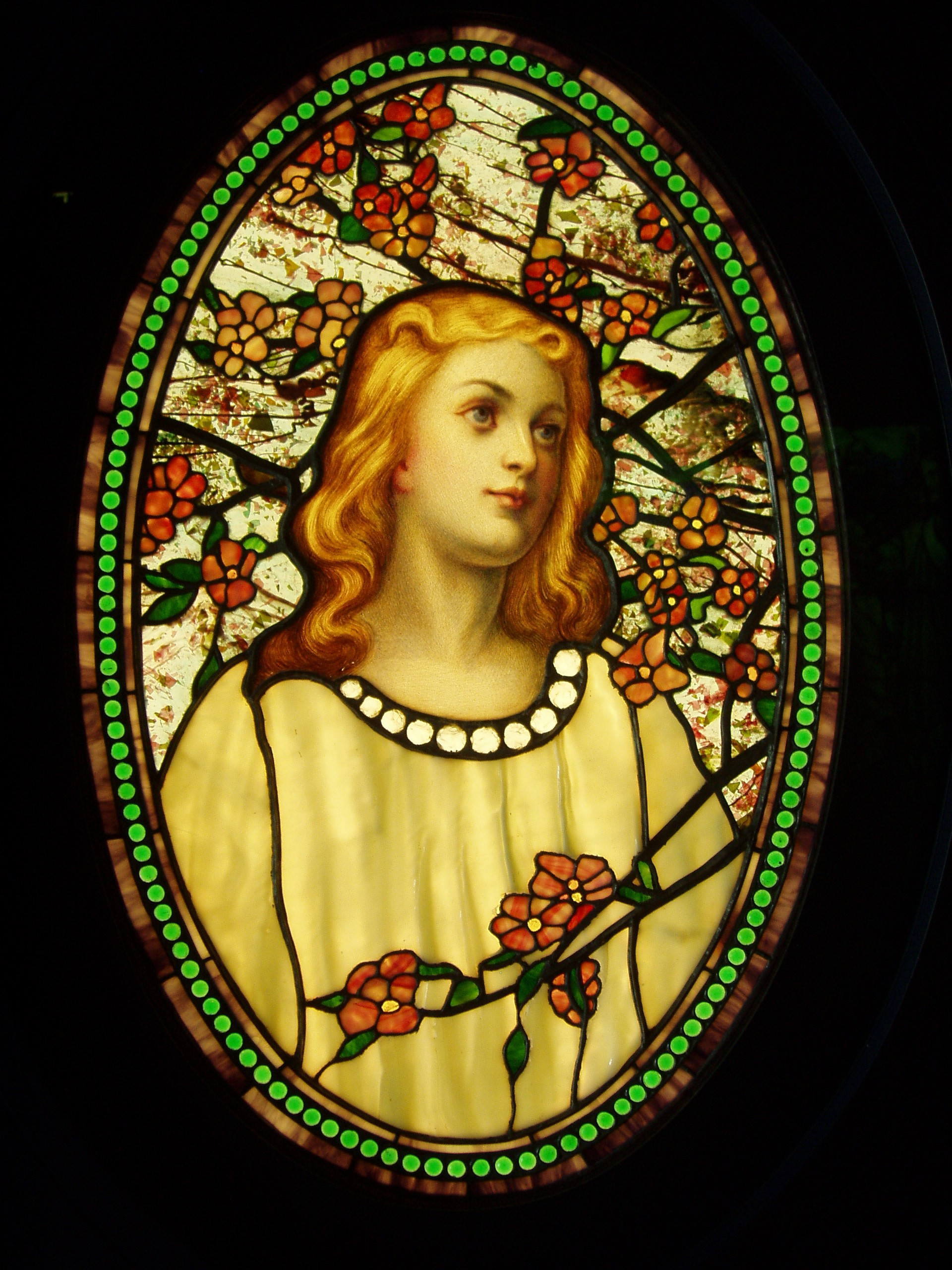
Tiffany üveg
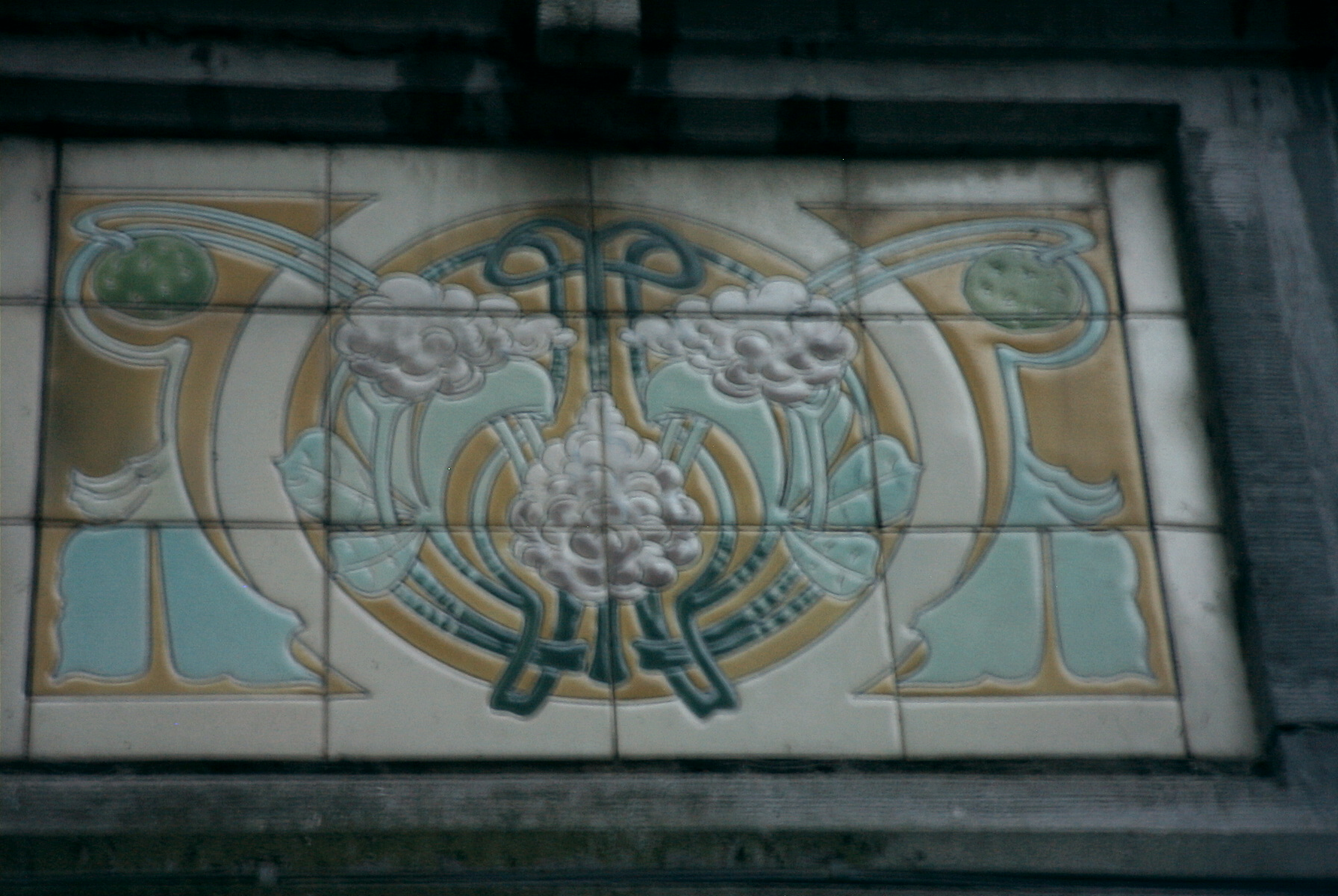
Kerámiadíszítés brüsszeli lakóházon
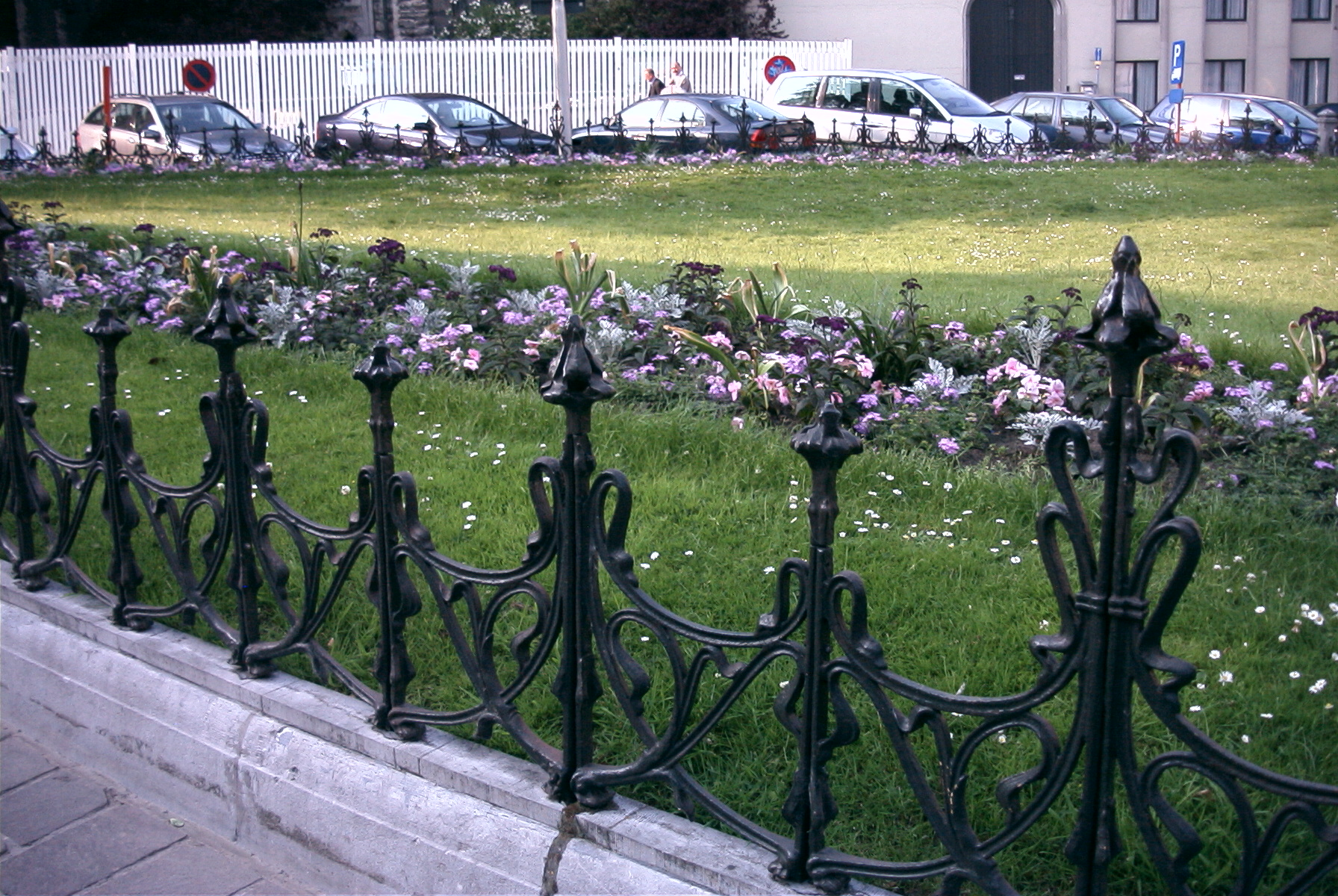
Art nouveau kerítéslánc – Elisabeth Park – Brüsszel

## Szépirodalom
A szépirodalmi szecesszióban elsőrendű szerep jut az esztétikumnak, az események és cselekmények részletekbe menő ábrázolásával szemben. Az irodalmi műveket nagyvonalú, laza szerkesztés, bővített mondatok, jelzőhalmozás, allegóriák, hangulati túlfűtöttség, finomság, a távol-keleti és ó-európai kultúrák motívumai jellemzik. Az irodalmi szecesszió stíluseszményének gyökerei az 1883-ban Brüsszelben Les Vingts (A Huszak) néven alakult csoportosuláshoz köthető. Franciaországban a Revue Blanche, Németországban a Jugend, a Simplicissimus és a Pan Insel, Ausztriában pedig a Ver Sacrum című lapokhoz kötődő irodalmi kör járult hozzá az irodalmi szecesszió kibontakozásához. Legjelentősebb képviselői közé tartozott a belga Maurice Maeterlinck és Émile Verhaeren, az angol Algernon Charles Swinburne, az ír Oscar Wilde, a francia Paul Claudel, az osztrák Arthur Schnitzler, Hugo von Hofmannsthal és Rainer Maria Rilke. A magyar irodalomban elsősorban Bródy Sándor, Szomory Dezső és Krúdy Gyula prózájában, illetve Ady Endre, Babits Mihály és Juhász Gyula lírájában mutatkoznak meg a szecesszió stílusjegyei. Bródyt, Krúdyt, Szomoryt egy tágabb körbe, az impresszionizmushoz sorolja Szerb Antal, majd Adynál, Babitsnál, Juhász Gyulánál kifejti azt is, hogy nem egyetlen stílusirány letéteményesei.

## Galéria

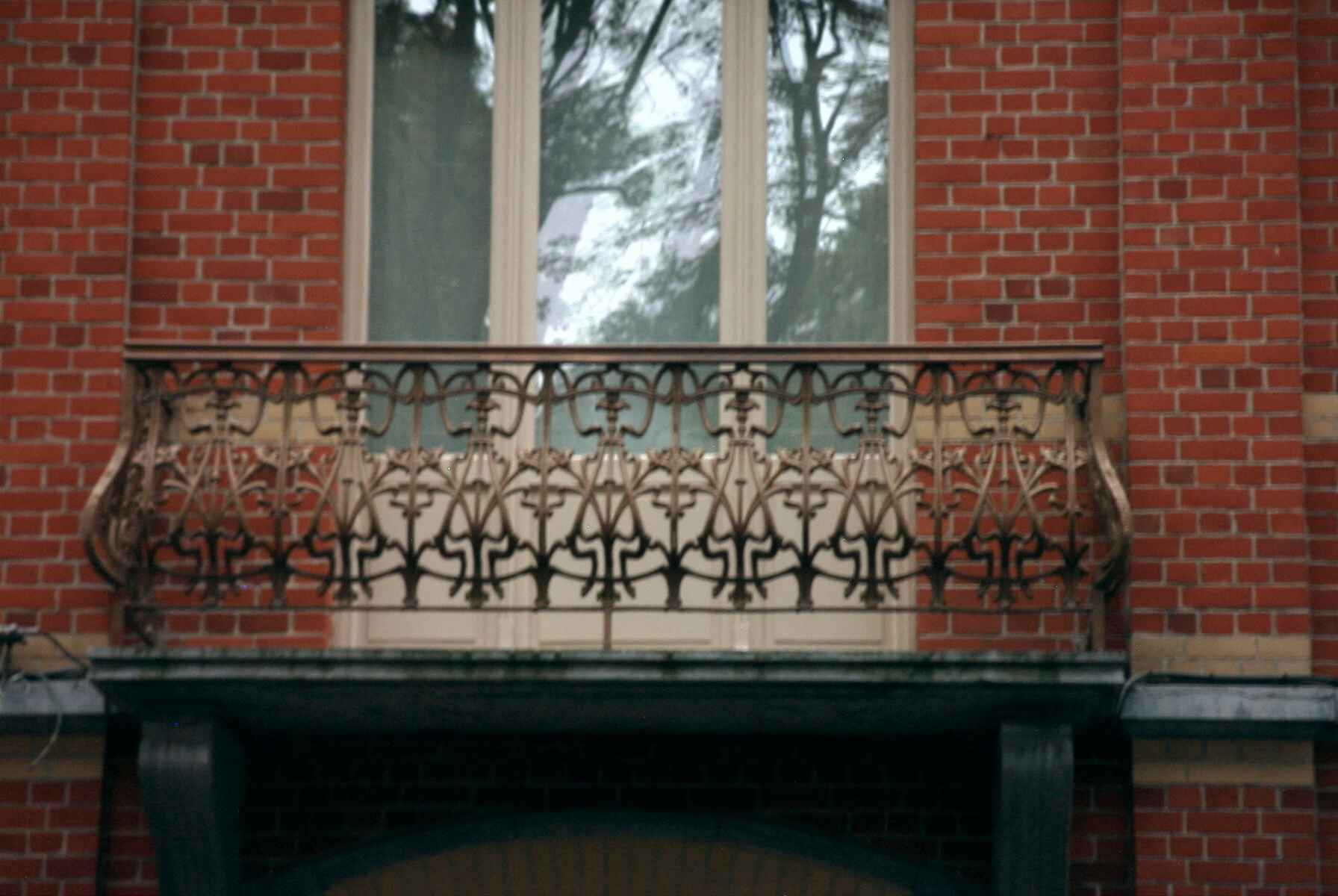
Art nouveau
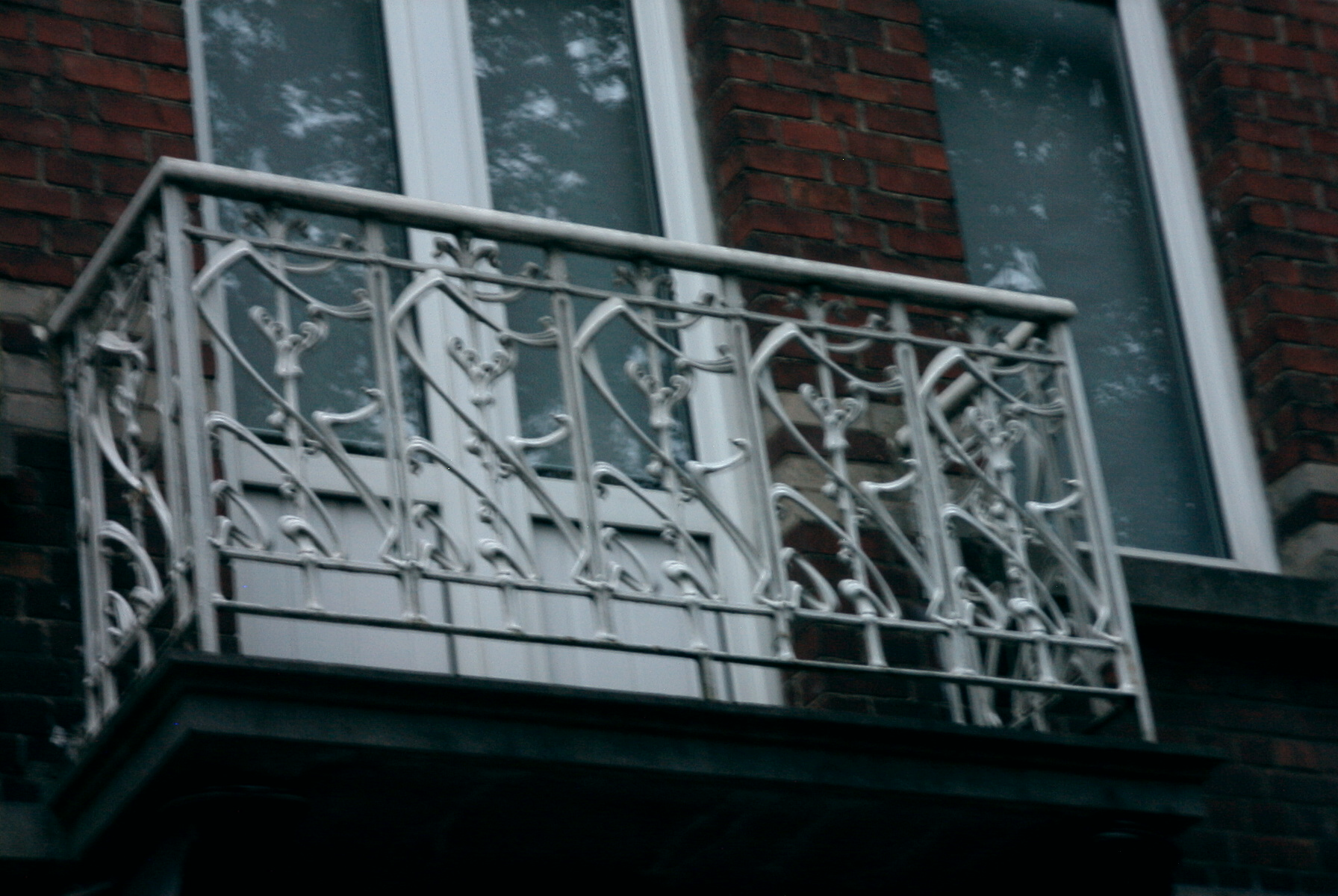
kovácsolt vas
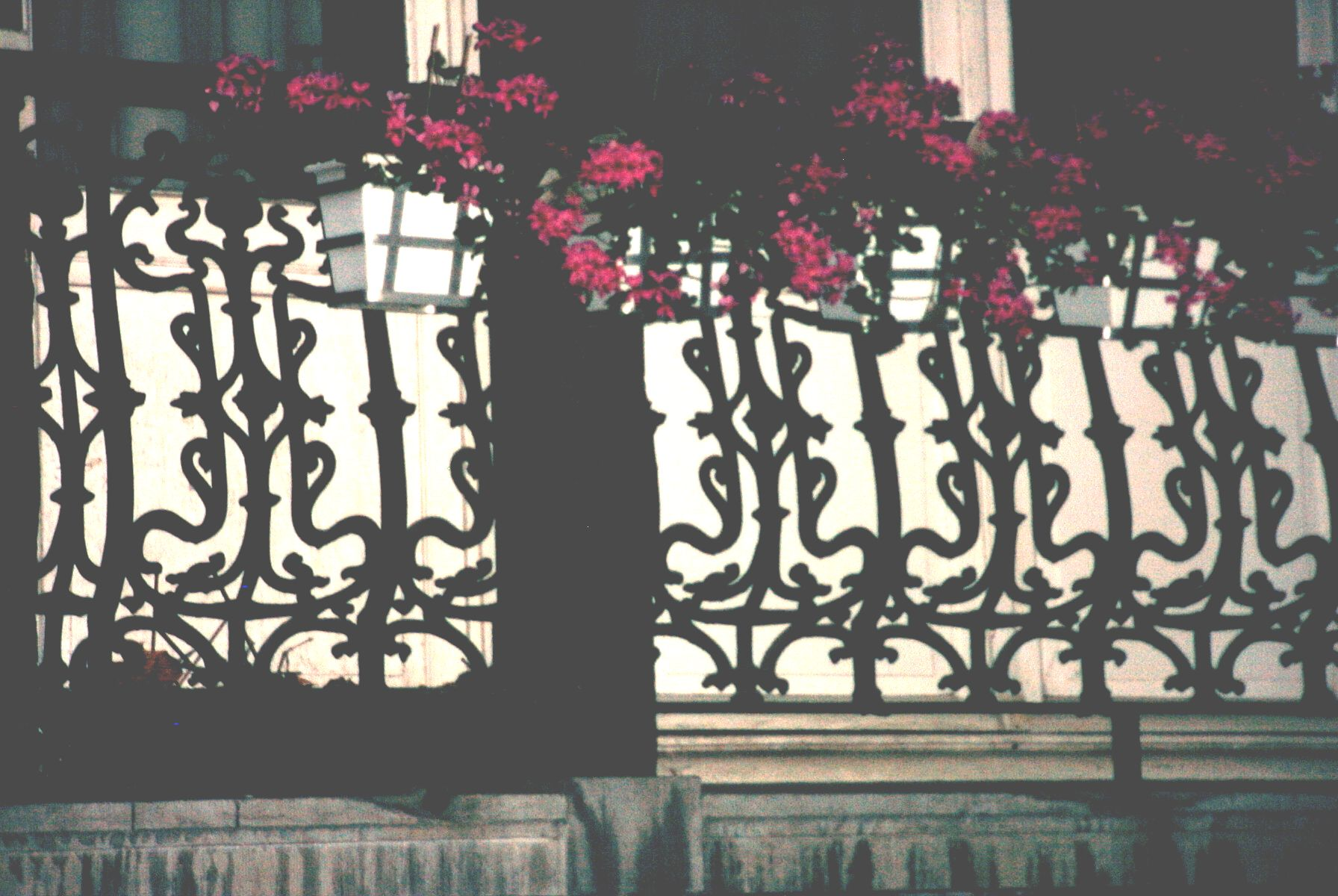
erkélyek
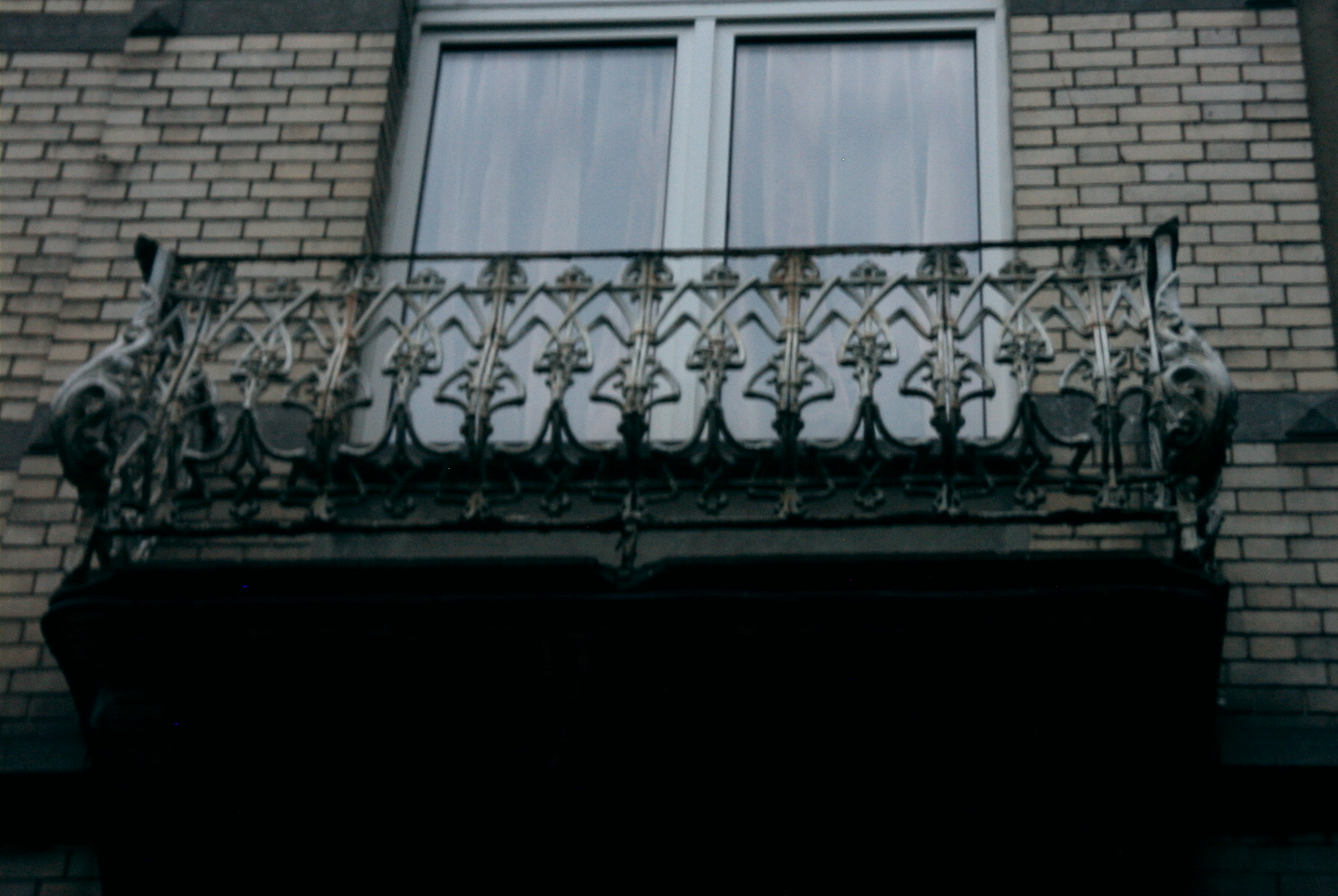
Brüsszelben
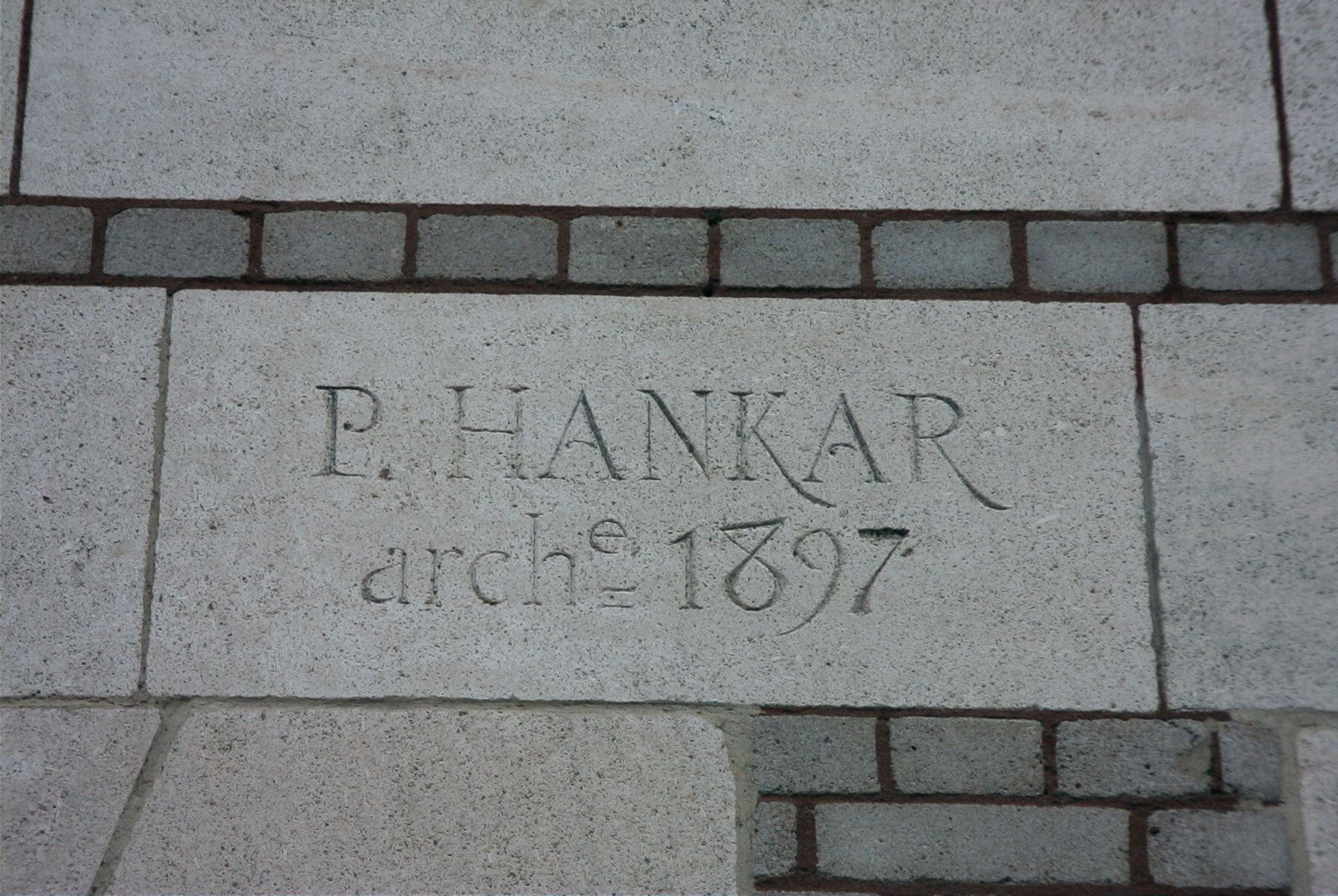
Emléktábla
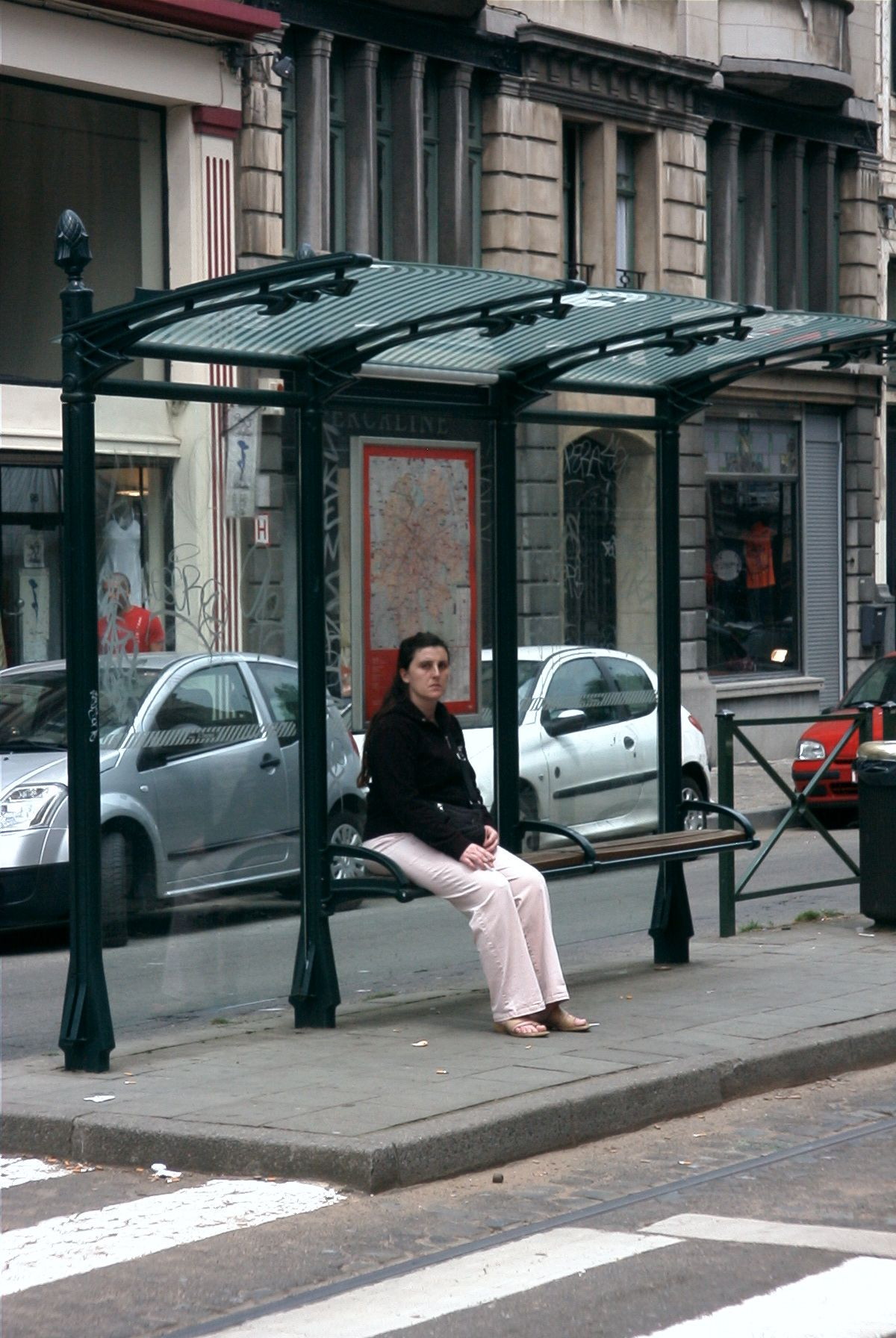
Szecessziós buszmegálló – Brüsszel
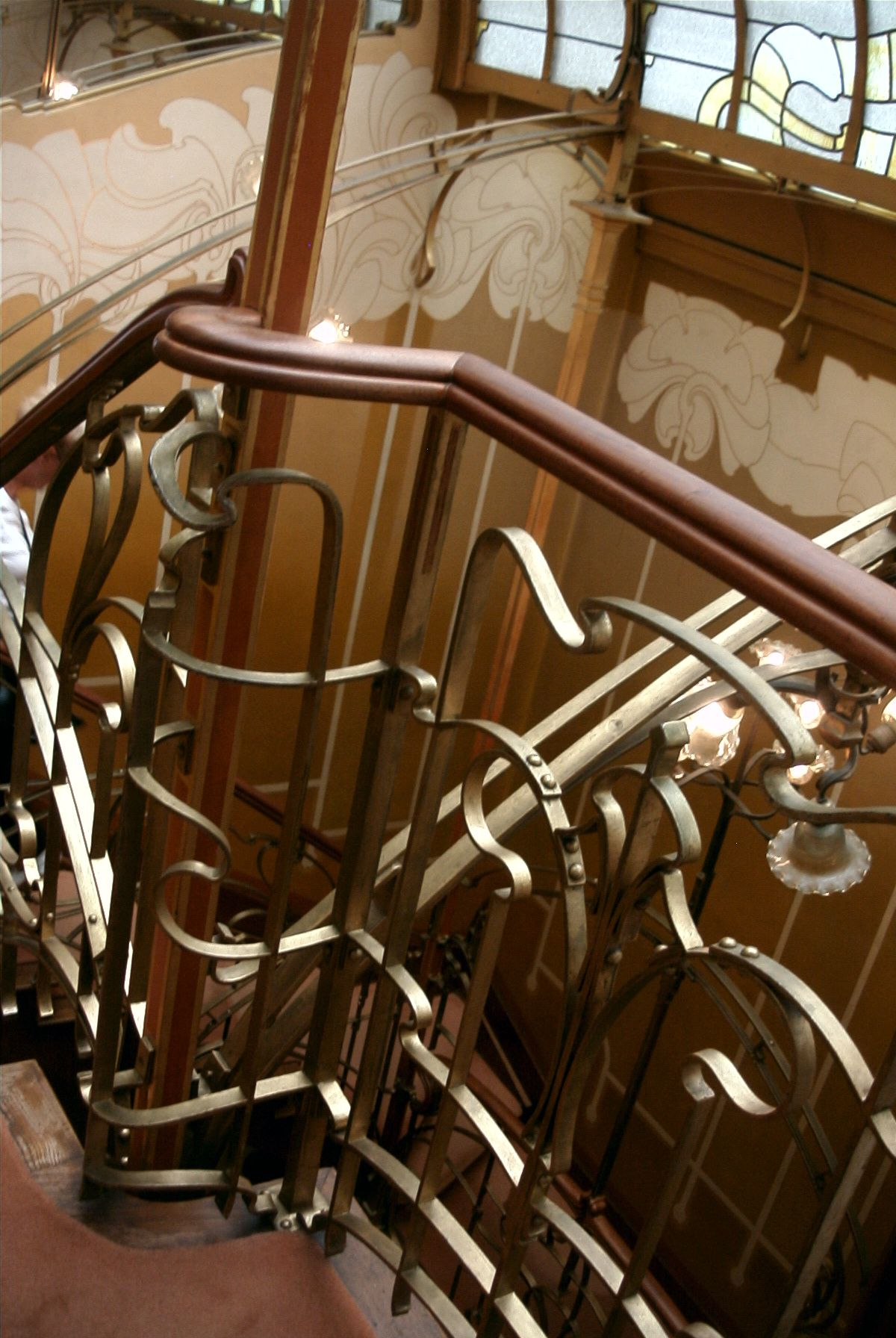
A Horta múzeum lépcsőháza
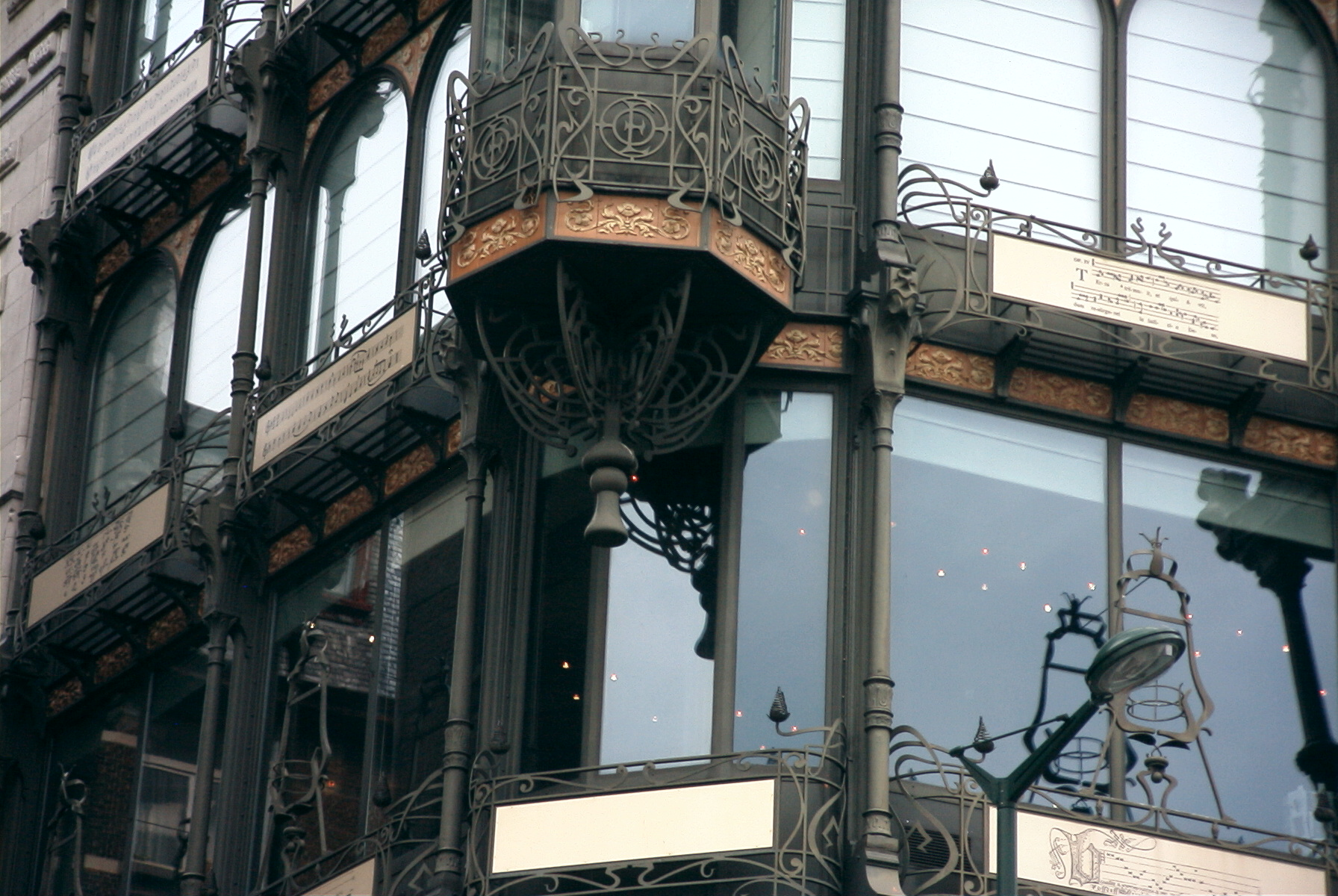
Hangszerek háza – utcafront részlet
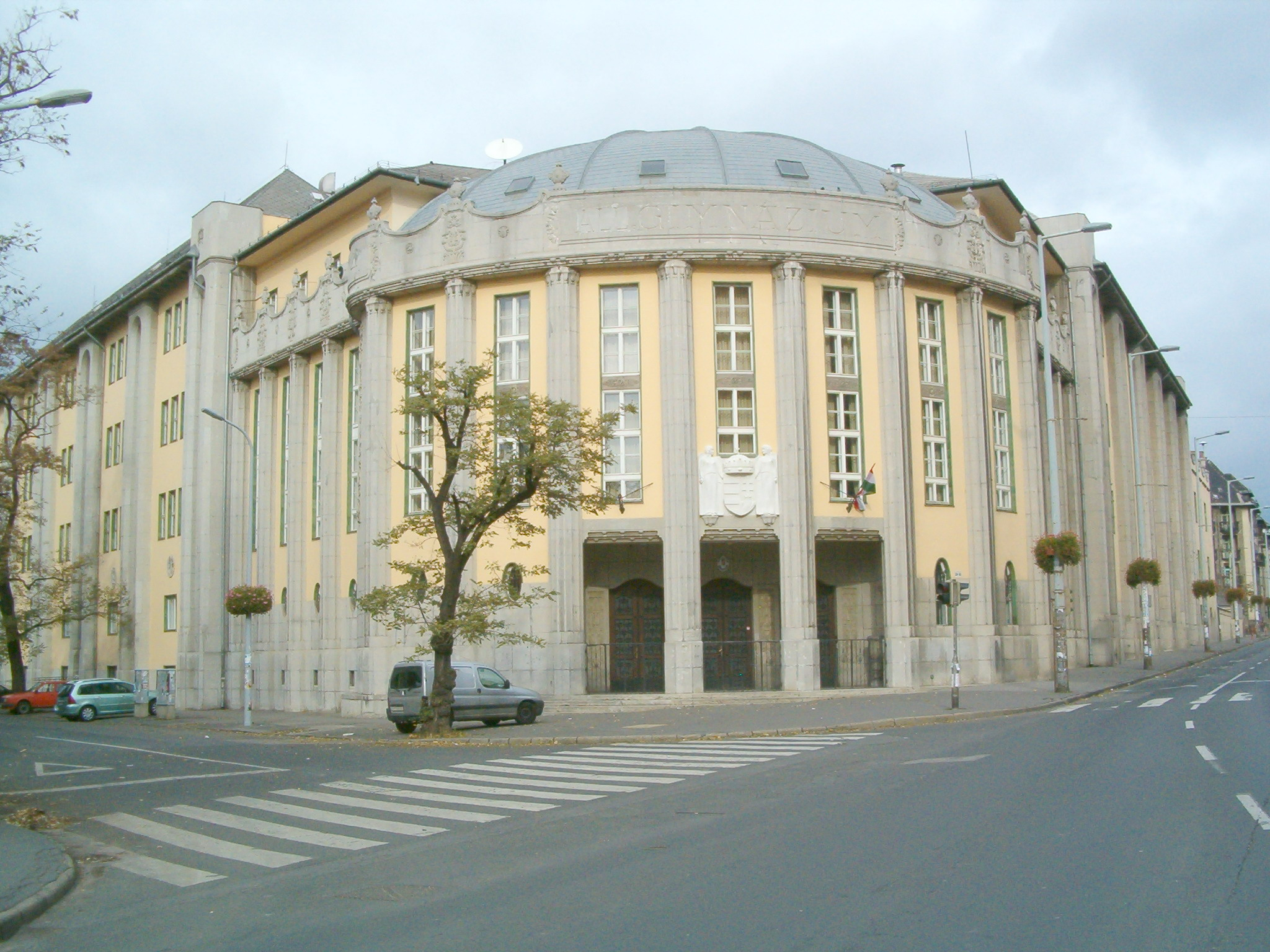
Szecesszió Kőbányán: a Szent László Gimnázium

## Külső hivatkozások
- Art nouveau, Encyclopaedia Britannica
- szecesszió lap
- Site and blog all about hungarian secession
- enciklopedia.fazekas.hu – A szecesszió
- A Szecesszió művészete Archiválva 2008. október 13-i dátummal a Wayback Machine-ben
- Sulinet – A század első felének művészete – szimbolizmus és szecesszió
- Sulinet – A szecesszió
- lartnouveau.com (français-english-deutsch)
- Réseau Art Nouveau Network
- Art Nouveau worldwide
- Art Nouveau in Poland
- Csipkék a szecesszió jegyében
- The Vienna Secession Home
- Metropolitan Museum of Art szecessziós gyűjteménye
- szecesszio.com (angol nyelvű)
- Szecesszió.lap.hu - linkgyűjtemény
- art1900.info – Art & Architecture about 1900 in Central Europe